# 阿爾塔什斯二世
阿爾塔什斯二世（英語：Artaxias II）是一位亞美尼亞王國國王，阿爾塔瓦茲德二世之子，前32年至前20年在位。
羅馬將領馬克·安東尼在入侵安息帝國時，阿爾塔什斯的父親未出兵援助，因此被馬克·安東尼俘虜至埃及。阿爾塔什斯逃至安息帝國，安息國王弗拉特斯四世將他立為亞美尼亞國王。阿爾塔什斯很快失去民眾支持，前20年他在王宮裡被謀殺，羅馬趁機將他的弟弟提格蘭三世立為傀儡國王。